# Lene Gammelgaard
Lene Gammelgaard Nielsen (født 18. december 1961) er foredragsholder, og var i 1996 den anden danske bjergbestiger og den 35. kvinde, der nåede toppen af Mount Everest.
Lene Gammelgaard er selvstændig erhvervsdrivende af den personligt ejet virksomhed "Human Innovation". Lene afholder foredrag og seminarer i bæredygtig indtjening med afsæt i de 17 verdens mål.
Hun er forfatter til bl.a. bogen Everest – vejen til toppen (1996), der beskriver de dramatiske hændelser på Scott Fischers ekspedition. Disse hændelser på Mount Everest er blevet filmatiseret i Everest fra 2015.
Lene Gammelgaard blev cand.jur. fra Københavns Universitet i 1987,  journalist fra Danmarks Journalisthøjskole i 1992 og psykoterapeut fra Frederiksberg Behandlingscenter i 1994.